# MYERA
MYERA（マイラ）は、日本の5人組ガールズグループ。テレビ朝日ミュージック所属。公式ファンネームはSTYERA（ステラ）。

## 概要
サバイバルオーディション番組『PRODUCE 101 JAPAN THE GIRLS』（通称：日プ女子）に参加したKoto（田中琴）とYui（安藤佑唯）と、ガールズグループサバイバル番組『R U Next?』（通称：アユネク）に参加したHimena(ヒメナ)、EXPGやKISS GIRL’Sに所属した経験のあるRiria（リリア）、モデルとして活動していたAguri（アグリ）で結成された。2025年1月1日にシングル『Lie ライ Lie ライ / Be Naked』でデビューした。
グループ名「MYERA」は「自身「MY」の生き様を刻んで時代「ERA」を創り上げていく」を意味する。

## グループのコンセプト
コンセプトは「STAY REAL」。
時代に流されることなく、カテゴリーに捉われることなく、未知に臆することなく、“REAL”を追求し、成功も失敗もすべてを肯定しながら、等身大の自分を作品に映し出していく。

## 略歴

### 2024年
- 11月1日に公式Webサイトが公開され、メンバーとデビュー日が発表された。
- 11月23日プレリリースとして「Be Naked」の音源が配信開始された。
- 12月1日デビューシングルのカップリング曲「Be Naked」のMVがYouTubeに公開された。
- 12月24日のYouTubeLiveにて募集していたファンネームが『STYERA』になることが発表された。

### 2025年
- 1月1日にCDシングル『Lie ライ Lie ライ / Be Naked』にてデビュー。12月31日付のオリコンデイリーシングルランキングにて1位を獲得[7]、オリコン週間シングルランキングで6位を記録した[8]。同日に「Lie ライ Lie ライ」のMVがYouTubeに公開され、1月6日、7日には「YouTube 急上昇チャート」30位にランクインした。
- 1月11日には、グループ初のリリースイベントがららぽーと東京ベイにて開催され、壇上にてメンバーより初のワンマンライブとなる「MYERA 1st SHOW CASE -STYERA-」が東京・EX THEATER ROPPONGIにて開催される事と、オフィシャルファンクラブ『STYERA』が始まることが発表された[9]。
- 1月12日にはもりのみやキューズモールBASE、1月25日には、アスナル金山にてリリースイベントを開催。
- 1月22日付のSpotifyデイリーバイラルTOP50 に4位でチャートインした[10]。
- 1月25日付のオリコンデイリーシングルランキングにて3位を獲得した[11]。
- 1月31日には韓国のBEATBOXクルー「BEATPELLA HOUSE」とコラボした、「MYERA, BEATPELLA HOUSE - Be Naked (Beatbox Ver.)」のMVがYouTubeに公開された。
- 2月14日から販売を開始した「NAUTICA JEANS CO.」 のファーストコレクションに起用。[12]
- 2月26日に『BUSY』をデジタルリリース。3月1日にはMVがYouTubeにて公開された。
- 3月26日に『Upboomboom』(アップブーンブーン)をデジタルリリース。同日MVがYouTubeに公開された。
- 3月28日に自身初となるライブ『MYERA 1st SHOW CASE -STYERA』をROPPONGI EX THEATERにて開催。
- 4月12日、13日の2日間、沖縄サントリーアリーナにてB LEAGUEの公式戦『琉球ゴールデンキングスVS 仙台89ers』のハーフタイムショーに出演しライブを行った。
- 5月3日に『TORNADO / No Drip』の2曲をデジタルリリース。同日『TORNADO』のMVがYouTubeに公開された。
- 5月3日に国立代々木競技場第一体育館にて開催された「Rakuten GirlsAward 2025 SPRING/SUMMER」にてライブパフォーマンスとモデル出演を果たした。
- 5月4日に『No Drip』のMVがYouTubeにて公開された。

## メンバー
| 名前   | ヨミ   | 本名          | 本名            | 本名           | 誕生日                | 出身地 | 身長  | 血液型 | 備考 |
| 名前   | ヨミ   | 漢字          | かな            | ローマ字       | 誕生日                | 出身地 | 身長  | 血液型 | 備考 |
| ------ | ------ | ------------- | --------------- | -------------- | --------------------- | ------ | ----- | ------ | --- |
| Aguri  | アグリ | 不明          | 不明            | 不明           | 2000年2月12日（25歳） | 広島県 | 162cm | O型    | - 広島ホームテレビのミュージックバラエティ番組「H♪LINE」が開催した「AI キラキラオーディション」でAIとの共演権を勝ち取り、2017年の全国ツアー「和と洋」にて、11月12日広島文化学園HBGホールのステージで「キラキラ」を熱唱した。 - グループ内最年長 |
| Koto   | コト   | 田中 琴       | たなか こと     | Tanaka Koto    | 2005年1月11日（20歳） | 愛知県 | 159cm | B型    | - 2023年放送のサバイバルオーディション番組「PRODUCE 101 JAPAN THE GIRLS」通称「日プ女子」ファイナリスト。最高順位は9位。 |
| Himena | ヒメナ | 比嘉 妃菜     | ひが ひめな     | Higa Himena    | 2008年5月9日（17歳）  | 沖縄県 | 164cm | A型    | - ガールズグループサバイバル番組『R U Next?』（通称：アユネク）ファイナリスト。 - グループ内最年少 |
| Riria  | リリア | 古檜山 りりあ | こびやま りりあ | Kobiyama Riria | 2005年8月1日（19歳）  | 福島県 | 173cm | A型    | - 過去にはDance Studio ViVid,EXPG STUDIO SENDAIやKISS GIRL’Sに所属していた。 |
| Yui    | ユイ   | 安藤 佑唯     | あんどう ゆい   | Ando Yui       | 2004年10月6日（20歳） | 愛知県 | 160cm | A型    | - 2023年放送のサバイバルオーディション番組「PRODUCE 101 JAPAN THE GIRLS」（通称「日プ女子」）に参加し、ファイナル目前で惜しくも敗れる。最高順位は14位。                                                                                         |

## ディスコグラフィ

### シングルCD
| #   | 発売日       | タイトル                     | 収録曲                           | 形態                                      |
| --- | ------------ | ---------------------------- | -------------------------------- | ----------------------------------------- |
| 1st | 2025年1月1日 | Lie ライ Lie ライ / Be Naked | 1. Lie ライ Lie ライ 2. Be Naked | - 通常盤：BLGT0001 - 初回限定盤：BLGT0002 |

### ミュージックビデオ
| 公開日        | タイトル          | 収録作品                                   |
| ------------- | ----------------- | ------------------------------------------ |
| 2024年12月1日 | Be Naked          | シングルCD「Lie ライ Lie ライ / Be Naked」 |
| 2025年1月1日  | Lie ライ Lie ライ | シングルCD「Lie ライ Lie ライ / Be Naked」 |
| 2025年3月1日  | BUSY              |                                            |
| 2025年3月26日 | Upboomboom        |                                            |
| 2025年5月3日  | TORNADO           |                                            |
| 2025年5月4日  | No Drip           |                                            |

## 出演

### テレビ
- プレミアMelodiX!（2025年3月24日、 テレビ東京）[18]

#### 特別番組
- My Way MYERA（2025年1月21日、 MUSIC ON! TV）

### ラジオ
- MYERadio（2025年4月6日（5日深夜） - 、 ZIP-FM）※Koto、Yuiが出演[19]
- 78 musi-curate（2025年4月8日（7日深夜） - 、 ベイエフエム）※4月～6月の番組内コーナー[20]